# Soul jazz
Pour le label discographique, voir Soul Jazz Records.
Genres dérivés
Jazz-funk
Le soul jazz, aussi stylisé soul-jazz, est un sous-genre du jazz issu du hard bop. Il incorpore des influences des blues de rhythm and blues et de gospel. Les claviers, et surtout l'orgue Hammond, y figurent grandement.
Musicalement, le genre se fonde sur des phrases musicales répétitives (grooves et hooks) et sur des solos moins complexes que ceux du hard bop. La musique soul était un phénomène indépendant.

## Caractéristiques
Le soul-jazz est souvent associé au hard bop,,. Mark C. Gridley, dans le All Music Guide to Jazz, explique que le soul-jazz se réfère plus spécifiquement à de la musique avec « un concept mélodique terreux et bluesy » et « des rythmes répétitifs et dansants... » « Il est à noter que certains auditeurs ne font aucune distinction entre le « soul-jazz » et le « funky hard bop », et que de nombreux musiciens ne considèrent pas que le « soul-jazz » soit en continuité avec le hard bop. »
Selon Nick Morrison, le sous-genre « commence généralement avec le bassiste » qui « prend une ligne de basse forte, établit un groove régulier entre la basse et la batterie », avant que le groupe puisse « embellir ce groove avec des riffs et des lignes mélodiques. » Le pianiste de jazz Horace Silver déclare que « [f]unky signifie terreux et basé sur le blues. Ce n'est peut-être pas du blues à proprement parler, mais il a ce côté « terre-à-terre ». La soul est fondamentalement la même chose, mais il y a une dimension supplémentaire de sentiment et d'esprit. »

## Histoire

### Origines
Roy Carr décrit le soul jazz comme une excroissance du hard bop, les termes « funk » et « soul » apparaissant dans le contexte du jazz dès le milieu des années 1950 pour décrire le « gospel-informed, down-home, call-and-response blues ». Carr note également l'influence des enregistrements en petits groupes de Ray Charles (qui comprenait les saxophonistes David « Fathead » Newman et Hank Crawford) sur Horace Silver, Art Blakey et Cannonball Adderley. Selon lui, David Sanborn et Maceo Parker s'inscrivent dans une lignée de saxophonistes alto qui comprend Earl Bostic, Tab Smith, Adderley et Lou Donaldson comme les maillons les plus forts de la chaîne de l'évolution du genre.
Au début et au milieu des années 1950, après avoir quitté le Count Basie Orchestra, le saxophoniste Eddie « Lockjaw » Davis est l'un des premiers à former un groupe de jazz avec orgue et saxophone, d'abord avec Bill Doggett, puis avec Shirley Scott ; grâce à cela et à sa « sonorité corsée mais avec du roseau, qui était aussi à l'aise dans des contextes de rhythm and blues que dans des contextes plus modernes », il a « établi un lien » entre le swing des grands orchestres et le soul jazz.
Le soul jazz continue à se développer à la fin des années 1950, atteignant la notoriété publique avec la sortie du Cannonball Adderley Quintet à San Francisco,, comme le note Cannonball Adderley : « Nous avons subi des pressions assez fortes de la part de Riverside Records lorsqu'ils ont découvert qu'il existait un mot appelé « soul ». Nous sommes devenus, du point de vue de l'image, des artistes de soul jazz. Ils ont continué à nous promouvoir de cette manière et j'ai continué à lutter délibérément contre cela, à tel point que c'est devenu un jeu. » À la fin des années 1950, l'artiste de soul jazz Curtis Fuller enregistre Five Spot after Dark.

### Popularité

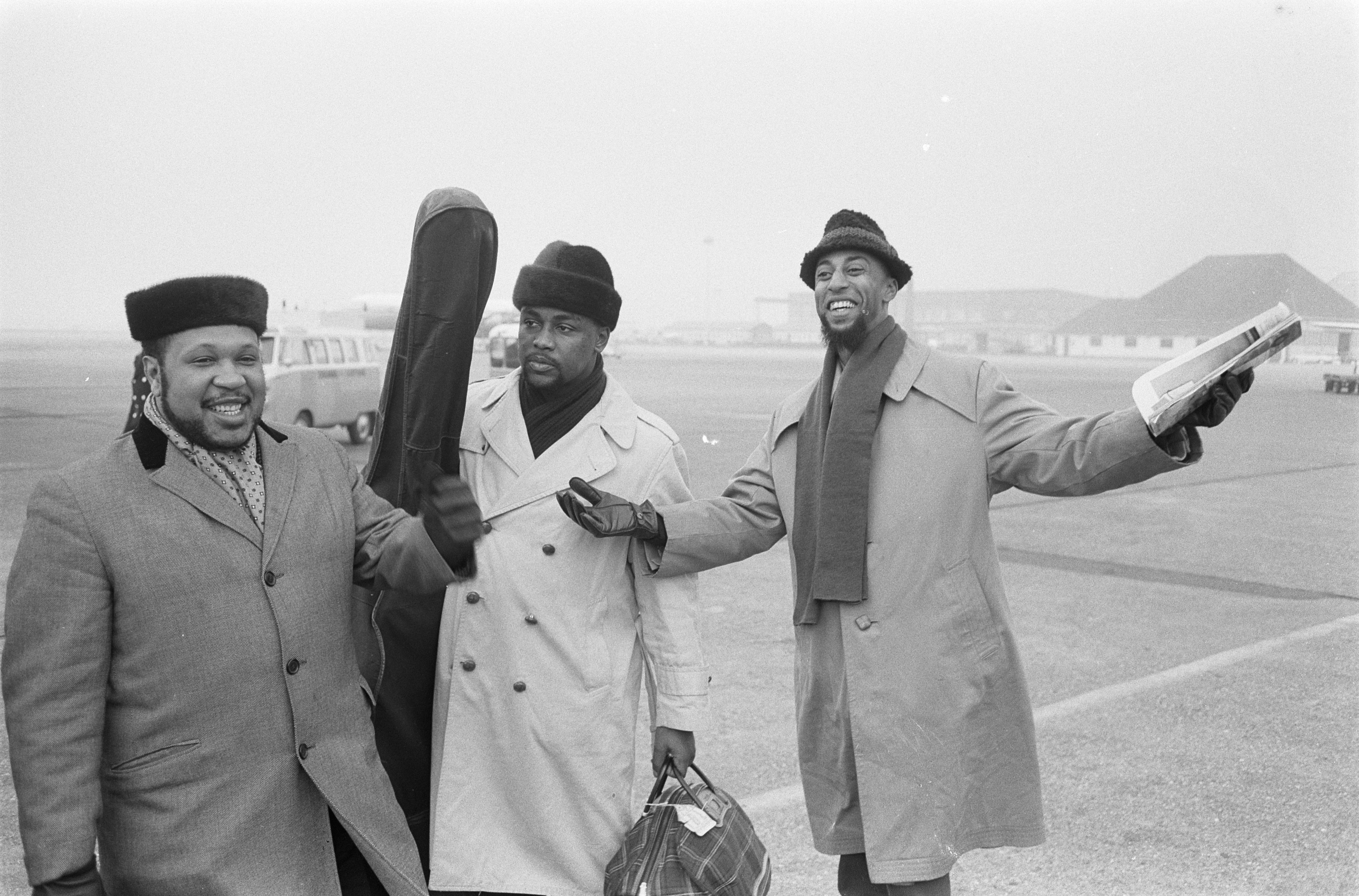
Les McCann Trio.

Le passage de Jimmy Smith au soul jazz démontre le potentiel de l'orgue dans ce genre avec ses albums Home Cookin' (1961) et Back at the Chicken Shack (1963). Parmi les autres organistes qui ont enregistré dans le genre soul jazz au cours de cette période, citons Jack McDuff, Shirley Scott et Charles Earland. Avec l'arrivée d'anciens musiciens de bebop et hard bop dans le genre, le nombre de musiciens dans les différentes facettes du style augmente et le soul jazz devient un sous-genre à part entière ; et comme son prédécesseur bop, le nouveau genre de jazz retravaille des chansons populaires, comme Got My Mojo Workin', tandis que les saxophonistes et trompettistes récemment convertis au genre composent des succès comme The Sidewinder, Mercy, Mercy, Mercy et Listen Here au milieu des années 1960.
Le mouvement Black Power, qui incite les musiciens afro-américains à revenir aux racines africaines de leur musique, est un facteur d'accélération du développement du soul jazz. Des morceaux enregistrés dans ce genre, comme Mercy, Mercy, Mercy et Let My People Go, étaient des références directes aux mouvements des droits civiques et du Black Power. Par exemple, la musique d'Adderley de cette période a été décrite comme contenant une « exubérance irrépressible ». L'intérêt pour le genre s'élargit lorsque Adderley initie le claviériste d'origine autrichienne Joe Zawinul au soul jazz par l'intermédiaire de son Quintet, Zawinul contribuant à son répertoire avec ses propres compositions.

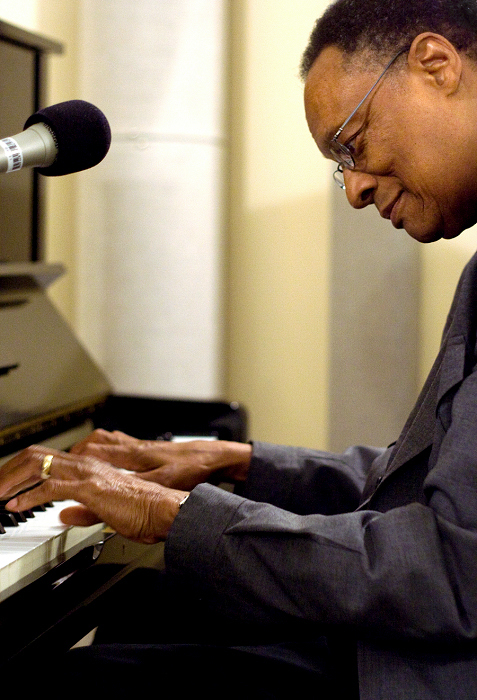
Ramsey Lewis.

De même, Stanley Turrentine, qui a commencé à enregistrer avec Jimmy Smith en 1960 et a rapidement élargi son public, déplore le manque de jazz à la radio et à la télévision, affirmant que plus de gens, et en particulier les Afro-Américains, auraient écouté le soul jazz s'il avait été autant exposé que la musique rock. Le saxophoniste ténor a enregistré un certain nombre d'albums de soul jazz tout au long des années 1960, dont Never Let Me Go (1963) avec sa femme Shirley Scott. Le critique de jazz Thom Jurek note que sur cet enregistrement, « l'orgue sert de chaire de témoignage d'où l'on peut parler, et Turrentine ne se contente pas de parler, il pleure, chuchote et se lamente. » L'album suivant de Turrentine, A Chip Off the Old Block (1963), marque le premier changement d'influence, en l'occurrence de l'ère swing/big band avec des compositions de Count Basie et de Neal Hefti. L'épouse de Turrentine apporte à nouveau sa contribution, en plus du trompettiste hard bop Blue Mitchell. Entre le milieu et la fin des années 1960, Turrentine fait évoluer son style soul jazz du petit groupe traditionnellement associé au sous-genre vers un format d'ensemble, avec Joyride (1965), arrangé par son collègue saxophoniste de jazz Oliver Nelson.
Alors que Turrentine développe le cœur de la « soul » dans le soul jazz, les influences latines et funky ont développé le soul jazz sur la base du bop. Le pianiste Herbie Hancock, par exemple, contribue à repousser les limites de la théorie musicale et des progressions d'accords dans les années 1960. Le premier album de Hancock, Takin' Off (1962), contient le funky Watermelon Man, une composition enregistrée à la fois par Hancock et Mongo Santamaria, et se distingue par « des riffs de piano dépouillés et funky et des solos serrés et concentrés » qui ont permis à Hancock de « commencer à repousser les limites du hard bop. » Dans les années 1960, les compositions de Hancock et du trompettiste Lee Morgan sont utilisées à la télévision, avec Maiden Voyage de Hancock apparaissant dans une publicité pour Fabergé et The Sidewinder de Morgan dans une publicité pour Chrysler. La popularisation de compositions de jazz, telles que les interprétations de Watermelon Man par Santamaria et Gloria Lynne, contribue à rendre le soul jazz attrayant pour le public noir, en particulier entre le début et le milieu des années 1960, bien que cette tendance se soit modifiée au cours de la décennie, à tel point qu'à la fin des années 1960, les musiciens de jazz eux-mêmes produisaient des disques à succès, six albums de Jimmy Smith/Blue Note se classant dans le top 200. Toutefois, les labels de jazz tels que Blue Note ont eu du mal à rivaliser avec les grandes maisons de disques en matière de publicité.
La popularité croissante du soul jazz signifie que, pour de nombreux musiciens hard bop, le passage du bop au soul jazz n'est pas clairement défini, Horace Silver publiant l'album hard bop The Jody Grind en 1966, et l'album plus influencé par la soul Serenade to a Soul Sister — avec Turrentine — en 1968. Ce dernier album est décrit par Steve Huey comme « l'une des sorties les plus contagieusement joyeuses et pleines d'humour du pianiste. » Silver écrit dans les notes de pochette de l'album qu'il pensait que sa musique devait éviter « la politique, la haine ou la colère. » Le saxophoniste ténor Hank Mobley met encore plus de temps à prendre le virage, jouant principalement dans le genre hard bop jusqu'en 1968, lorsqu'il a enregistré Reach Out ! avec une légère touche de soul jazz. Son album suivant, The Flip (1969), mélangeait le soul jazz et le hard bop sur sa chanson titre, selon Jurek. D'autres artistes de jazz, tels que Lee Morgan, oscillent entre le genre soul jazz et le hard bop. Influencés par les Jazz Messengers, dont le hard bop est fiable, les albums de Morgan du milieu des années 1960 peuvent être décrits comme étant à la fois du hard bop et du soul jazz. Morgan engage des musiciens bop pour l'album mais enregistre des morceaux influencés par la soul, par exemple sur l'album Cornbread (1965).
D'autres musiciens de soul jazz sont presque entièrement issus de la soul et du blues. L'organiste Jack McDuff, par exemple, était connu pour son style particulièrement bluesy, qui lui a permis de collaborer avec de jeunes talents du jazz, notamment le saxophoniste Johnny Griffin et le guitariste George Benson. Le groupe de McDuff se concentrait sur la musique « centrée sur le groove », mais à la fin des années 1960, il expérimente des chansons populaires et des ensembles plus importants, en particulier sur son album Tobacco Road (1967). En revanche, Pat Martino, ancien sideman de McDuff et guitariste, utilise un trio d'orgue à la fin des années 1960, l'album Young Guns (2014) enregistré au Club 118 en 1968 et 1969 mettant en vedette Gene Ludwig à l'orgue et Randy Gelispie à la batterie.